# باتريك فينكلر
باتريك فينكلر هو لاعب كرة قدم سويسري في مركز الدفاع، ولد في 2 أبريل 1973. لعب مع نادي ويل.